# Chirita poilanei
Chirita poilanei är en tvåhjärtbladig växtart som beskrevs av François Pellegrin. Chirita poilanei ingår i släktet Chirita och familjen Gesneriaceae. Inga underarter finns listade i Catalogue of Life.